# Kitagawia terebinthacea
Kitagawia terebinthacea är en växtart i släktet Kitagawia och familjen flockblommiga växter.
Arten är en monokarp perenn som förekommer i Mongoliet, södra Sibirien och norra Kina samt på Koreahalvön och i Japan. Den beskrevs först som Selinum terebinthaceum av Friedrich Ernst Ludwig von Fischer och Ludolph Christian Treviranus, och fick sitt nu gällande namn av Michail Pimenov 1986.